# Amy (film, 1998)
Pour les articles homonymes, voir Amy.
Pour plus de détails, voir Fiche technique et Distribution.
Amy est un film australien de Nadia Tass, sorti en 1998.

## Synopsis
Tanya Rammus vit seule avec sa fille depuis un accident qui a tué son mari. Présente lors du drame, la petite Amy, très choquée, a perdu l'usage de la parole. Petit à petit, grâce à l'aide d'un voisin, elles réapprennent doucement à vivre.

## Fiche technique
- Titre : Amy
- Réalisation : Nadia Tass
- Scénario : David Parker
- Production : Paul Hancock, Phil Jones, David Parker et Nadia Tass
- Musique : Phil Judd
- Photographie : David Parker
- Pays d'origine : Australie
- Genre : Drame, Film musical
- Durée : 104 min

## Distribution
- Alana De Roma : Amy Enker
- Rachel Griffiths : Tanya Rammus
- Ben Mendelsohn : Robert Buchanan
- Nick Barker: Will Enker
- Kerry Armstrong : Sarah Trendle
- Jeremy Trigatti : Zac Trendle
- William Zappa : Bill Trendle
- Torquil Neilson : Luke Lassiter
- Sullivan Stapleton : Wayne Lassiter
- Mary Ward : Mrs. Mullins
- Susie Porter : Anny Buchanan
- Frank Gallacher : Dr Urquhart
- Malcolm Kennard : Brian Cosgrove
- Jan Friedl : Susan Hammett
- Jeremy Kewley : Maurice Reitman
- Osvaldo Maione : Franco Rammus